# Евдокия Стрешньова
Евдокия Лукяновна Стрешньова (* 1608; † 18 август 1645) e руска царица, втора съпруга на цар Михаил I.

## Живот
Тя е дъщеря на благородника Лукян Степанович Стрешньов от Можайск и Анна Константиновна Волконская. Цар Михаил избира Евдокия за своя съпруга измежду група красиви благородни девици, събрани специално за този случай. Двамата се венчават на 5 февруари 1626 г.
Евдокия ражда на Михаил десет деца като самата тя надживява шест от тях. Положението на Евдокия в двора е трудно. Оказва се, че царицата изцяло е под контрола на свекърва си, Марфа Ивановна, чиято твърда дума определя всекидневния живот на царското семейство. Марфа придружава царицата при всяко нейно пътуване или посещение на някой манастир. Марфа Ивановна избира и учители на внуците си. Евдокия не се ползва с никакво влияние над Михаил дори и след смъртта на майка му.
Евдокия Стрешньова умира пет седмици след съпруга си.

## Деца
- Ирина (* 22 април 1627; † 8 февруари 1679)
- Пелагия (* 20 април 1628; † 25 януари 1629)
- Алексей I (* 19 март 1629; † 29 януари 1676)
- Анна (* 14 юли 1630; † 27 октомври 1692)
- Марфа (* 14 август 1631; † 21 септември 1633)
- Иван (* 1 юни 1633; † 10 януари 1639)
- София (* 14 септември 1634; † 23 април 1636)
- Татяна (* 5 януари 1636; † 23 август 1706)
- Евдокия († 10 февруари 1637)
- Василий († 25 март 1639)